# 里村正治
里村正治（さとむら せいじ、1946年（昭和21年）3月1日 - ）は、日本の銀行家。フィデアホールディングス顧問。

## 人物・来歴
東京都出身。東大教養学部卒業後、富士銀行入行。同期入行には、南日本銀行頭取である森俊英、スルガ銀行社長である岡野光喜らがいた。
同行時代は欧州、ニューヨーク勤務など、海外や国際業務担当が長く、帰国後は本部勤務等を経て旧・安田銀行本店所在地である小舟町支店(現・みずほ銀行小舟町支店)において取締役支店長、代表取締役常務関西駐在を歴任した他、コンプライアンス、リスク統括役員も務めた。
2002年には、町田睿頭取の招聘により荘内銀行入りし、町田の後任含みとして頭取をサポートしつつ、業容の進展や拡大に尽力した。また、町田とは富士銀人事部時代において、上司と部下の関係でもあった。2008年には、荘内銀行取締役兼代表執行役会長に就任。
2009年10月1日には、新たに発足した金融持株会社であるフィデアホールディングス代表執行役社長と荘内銀取締役会長に就任した。
2011年の6月のフィデアHDの株主総会を以って荘銀会長は退任。新たに北都銀と荘銀の非常勤取締役に就任した。2016年6月、フィデアHD顧問に退く。

## 略歴
- 1969年（昭和44年） - 東京大学教養学部卒業後、富士銀行入行。
  - 以降、人事部次長、ニューヨーク支店上席副支店長兼国際企画部参事役、総合事務部副部長、荻窪支店長、総合事務部長、融資企画部長等を歴任。
- 1997年（平成9年） - 同取締役小舟町支店長委嘱。
- 1999年（平成11年） - 同代表取締役常務関西駐在。
- 2000年（平成12年） - 同常務執行役員兼リスク統括役員。
- 2001年（平成13年） - 同常務執行役員リスク統括役員兼チーフ・コンプライアンス・オフィサー (CCO)。
- 2002年（平成14年） - 荘内銀行代表取締役副頭取。
- 2008年（平成20年） - 同取締役兼代表執行役会長兼CEO。
- 2009年（平成21年） - フィデアホールディングス代表執行役社長、荘内銀行取締役会長。
- 2011年（平成23年） - 北都銀行非常勤取締役、荘内銀行非常勤取締役。
- 2016年（平成28年）6月 - フィデアホールディングス顧問。

## 著書
- 共編著 『輸入取引 (外国為替基礎講座) 』 銀行研修社、 1995年（平成7年）。ISBN 978-4765737586。